# 韩国礼仪
在韩国，礼仪或规范人际交往的社会行为准则在很大程度上源自韩国儒家思想，以该宗教的核心价值为中心。 除了一般行为，在韩国礼仪还决定着如何负责任和社会地位行事的方式。虽然礼仪的大部分方面都被整个国家所接受，但习俗可以本地化到特定地区或受到其他文化的影响，即中国、日本和美国。

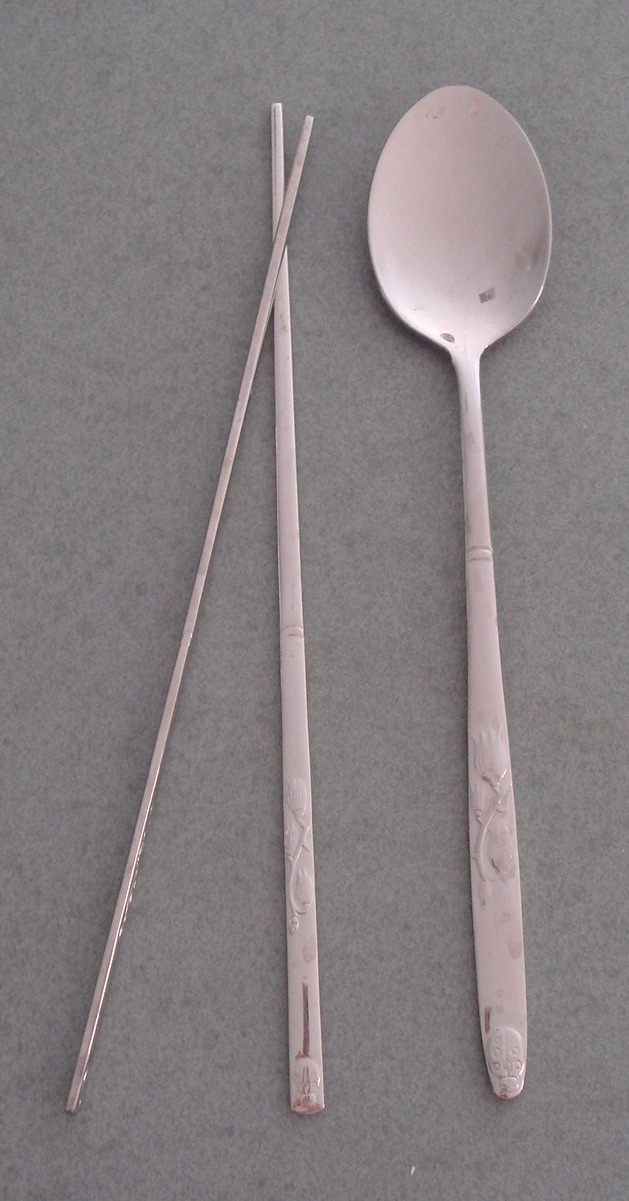
韩国筷子和勺子。

## 一般情况
韩国有几点礼仪，要么是文化禁忌，要么是对礼仪的广泛关注。 以下三种做法是所有本土韩国人都普遍关注和公认的需要注意的问题。
- 使用数字四被认为是不吉利的，甚至是不祥的，因为“四”这个词和汉字“死”（意思是死亡）的发音相似。在电梯里选择四楼也被认为是不吉利的，有些甚至没有四楼按钮。 礼物很少以四倍数送出，而以七倍数送出则被视为是幸运和祝福。 [2]
- 在韩国，当众接吻是会被别人看不起的，并且人们认为这是是非常不谦虚的行为。 虽然这一代年轻人对此不再那么忌讳，但仍然会受到很多长辈的反对。 [3]
- 在韩国，着装得体是很重要的，这被认为是尊重的象征。 在正式场合，比如结识新朋友的时候，通常穿西装打领带是比较合适的。韩国人在公民活动中也穿着得体，尤其是在首尔这样的大城市[4]

## 问候和肢体语言

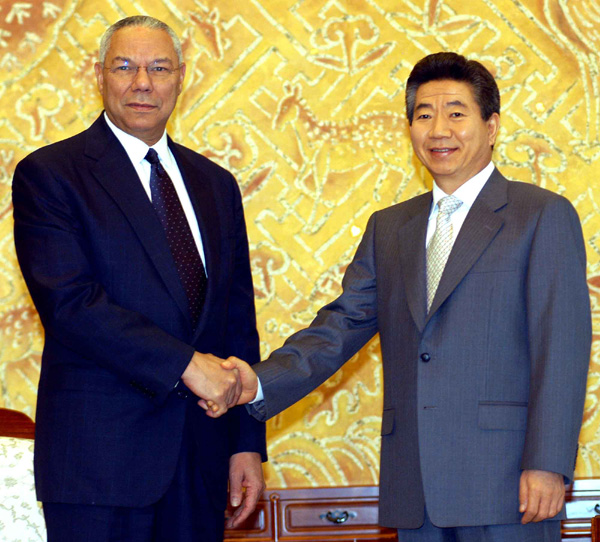
科林鲍威尔和卢武铉握手。

韩国人是含蓄、彬彬有礼的人。 韩国是一个儒家严格等级制度的国家，礼仪很重要。 在尊重方面，在如何作为一名韩国男性和一名韩国女性的行为方面，可以说存在很多分歧。鞠躬是韩国传统的问候方式，尽管它通常还伴随着男士之间的握手。握手时,为了表示尊敬,会用左手支撑右前臂。而韩国女性则通常会微微点头。西方的女性可能会向韩国男性伸出手。表示离开时也会鞠躬。现在的年轻人会选择挥手（左右移动手臂）。 韩国人认为被不是亲戚或不是亲密朋友的人触摸是一种侵犯。所以在互动过程中应该要避免触摸、拍打或拍背。另外,后辈和前辈之间的直接眼神接触被认为是不礼貌的,甚至是一种挑战,因此也应该避免。在种族和语言方面，韩国是世界上人口最单一的国家之一。它有自己的文化、语言、服饰和美食，与邻国截然不同。勤劳、孝顺和谦虚是韩国人推崇的品质。在韩国,由于孝道和女性养育方式的特点,有些礼仪行为不适用于男性。 女人要衣着朴素, 端庄,不能露骨。 然而，这种性别差异的礼仪如今已经改变，不复存在。

## 饮食文化
韩國的餐桌礼仪可以追溯到朝鲜时代的儒家哲学。  传统上，韩国人在用餐时会垫着垫子坐在地板上，在矮桌上用餐。 地板通常由地暖系统暖炕加热。这种习俗现在在韩国的许多餐馆仍然很普遍。餐厅的就餐区一般设在高台上，客人上台前需脱鞋。如今，大多数餐厅还为那些不喜欢坐在地上用餐的客人准备了桌椅。 

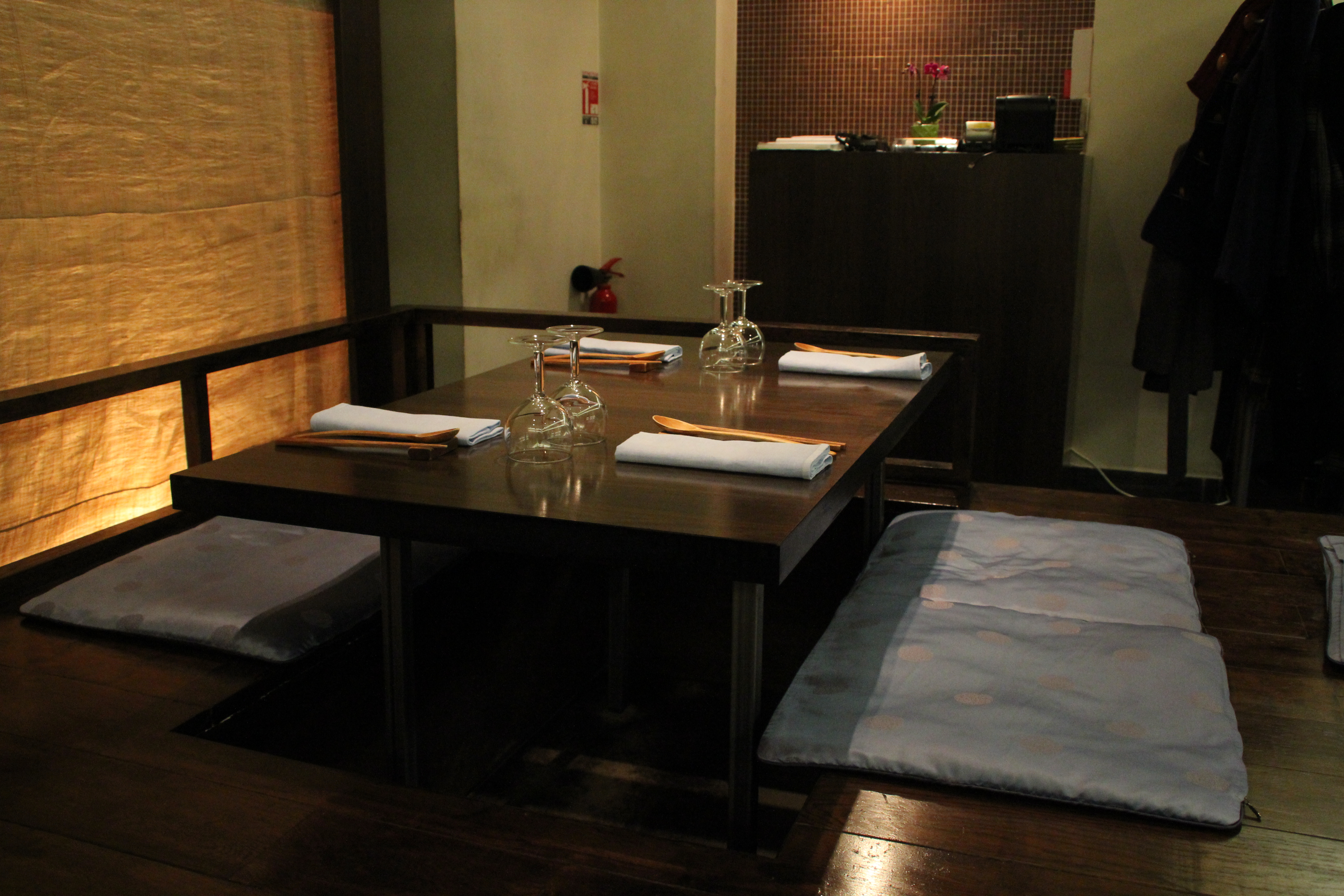
韩国餐厅

### 吃
与中国人或日本人不同，韩国人在吃饭时从不将饭碗端到嘴边。用餐时，碗和盘子要放在桌子上。与他人一起用餐时谈论臭味或肮脏的东西，或者吃得太慢或太快也是不可接受的。在餐桌上擤鼻涕，即使饭菜很辣，也被认为是轻微的冒犯。如果有必要采取这样的行动，建议离开桌子或以其他方式谨慎行事。 韩国人吃饭的时候用筷子，但是韩国的筷子是用不锈钢做的。 吃饭时，不要把这些筷子扔在桌子上，以免发出噪音。同样，勺子不应接触盘子，因为它们可能会发出碰撞声。筷子和勺子不能直立放入食物中，特别是米饭，因为它类似于坟墓中为已故祖先提供的食物，因此被认为是不吉利的。

### 喝
在餐馆和酒吧，自己给自己倒酒的行为一般被认为是一种失礼的行为。 一般情况下，主人最好为客人斟满饮料，而客人也应该为主人斟满饮料。 因此,在酒吧、派对等社交场合,平时应该要注意别人的酒杯是否空了,如果空了的话就要为其斟满。 如果一个人不想再喝了，那么这个人只要把酒杯装满就行了。一般来说，客人不应该拒绝主人提供的第一杯饮料。 如果一位客人拒绝饮料超过 3 次，那么那位客人将不再被招待。 
当请成年客人倒酒时，他们应该用两只手恭敬地递上酒水。倒酒时，客人应右手执杯，左手轻托右手腕。 客人必须用右手或双手传递和接收物品，切记不要单独使用左手。 
当成年客人收到酒时，同样的礼节也适用。但是，如果长辈给晚辈敬酒，客人应该接过酒，并礼貌地说“谢谢”以示感谢。如果酒类是啤酒，年轻的客人应该要转过头来喝。 这些行为会让长辈们很高兴，因为当社会地位较高的人倒酒时，地位较低的人转身喝酒是一种恰当的饮酒方式。 

## 乔迁文化
乔迁在韩国被称为집들이，是一种搬进新家后举行小型聚会的习惯。在提供食物和饮料的同时，会邀请朋友、亲戚和邻居来到新家。 传统上，新家的主人会在入住当天的晚上邀请萨满（무당mudang）进行萨满仪式。然而，今天人们更喜欢用其他的方式庆祝搬家。在京畿道翁津郡，它被称为deulchari（들차리），主人会选择一个晚上邀请朋友和村民参观，同时为他们提供食物。供应的食物通常是石锅拌饭(비빔밥) 豆芽和海带。人们会敲着沙漏形状的鼓唱歌庆祝到深夜。居住在城南地区的人们在建造新住宅或入住新住宅时,也会举行类似的庆祝活动。 受到邀请的客人会准备火柴或蜡烛，象征着家庭兴旺发达的愿望。  人们会准备清洁剂和卫生纸作为搬家礼物，这寓意着一切都会好起来的美好祝福。 

## 送礼文化
很多韩国人为了庆祝生日、结婚、新年、中秋节等节日,会互相赠送礼物。人们会赠送各种各样的礼物，礼物的种类取决于收礼物的人和送礼物的时间。 结婚时，很多韩国人会给新娘新郎送钱作为礼物，但是新婚夫妇最好的朋友会送他们家用电器。  节日期间，韩国人会给父母和上级送礼，如排骨、水果、葡萄酒、礼品卡等等。 他们还经常会送一些食用油或金枪鱼给邻居。  

## 葬礼
在韩国,参加葬礼是为了祈求故人在天堂能够安息,与孝心有关。 葬礼和仪式是由家庭为主的仪式，人们认为这是家人的责任。但是最近,葬礼习俗发生了很大的变化。 例如，许多人现在宁愿举行小型葬礼，也不愿意埋葬。 

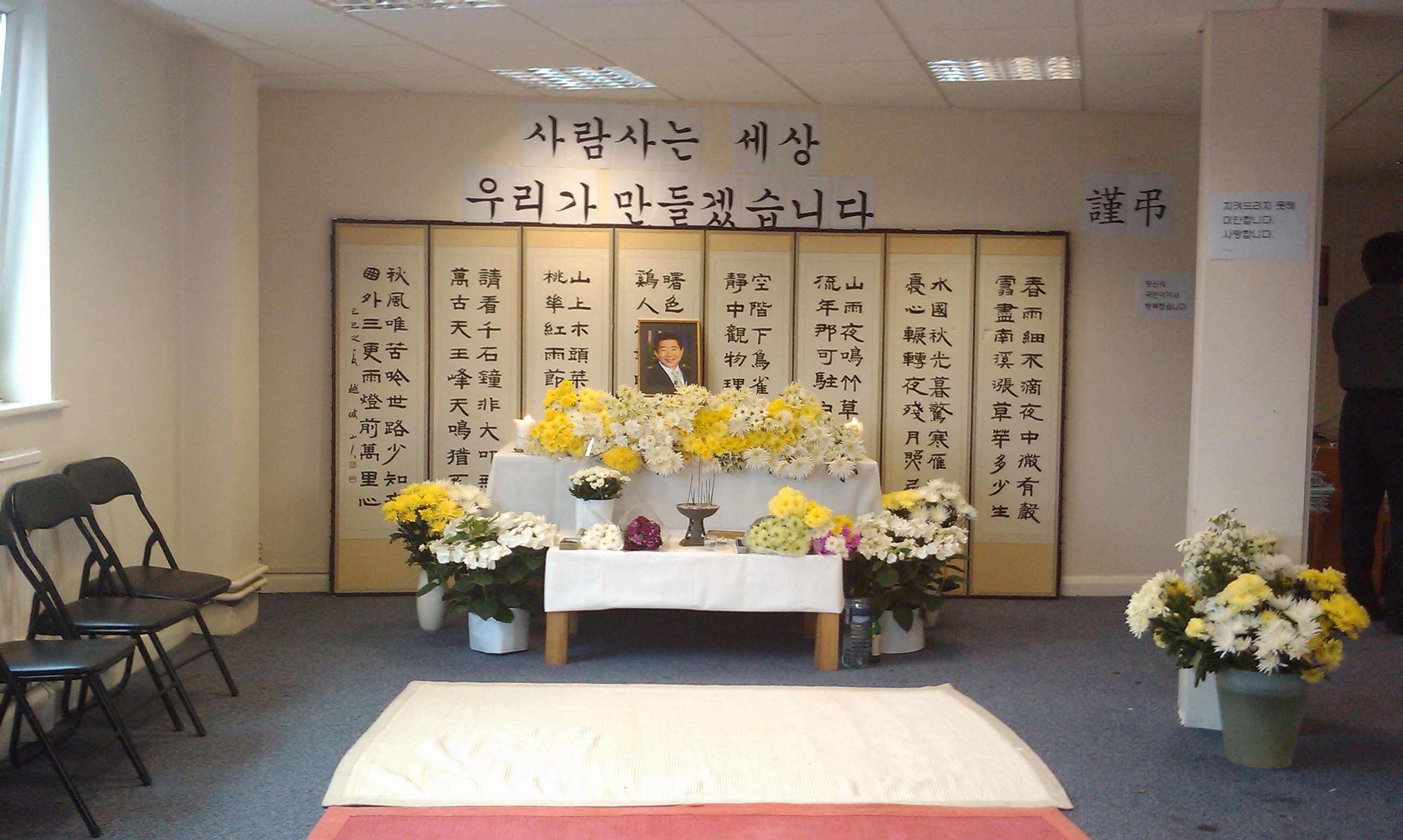
韩国葬礼

### 慰问电话
在韩国，"吊唁电话"的意思是向死者表示哀悼，并向吊唁者表示哀悼。 在韩国，吊唁电话被称为 [조문(吊问)] 或 [문상(问丧)]。如果某人比死者年长，那么这个人只需要向主要哀悼者鞠躬。 

### 献花
在葬礼上献花时,花应面向死者,作为献花仪式的象征。 

### 鞠躬
在葬礼上，与通常的正式鞠躬不同，一个人将左手放在右手上方鞠躬。 相反，女人通过将右手放在她的左上方来鞠躬。 人们对着活着的人只能鞠躬一次，对着死去的人要鞠躬两次。 

## 生日文化

### 周岁宴
周岁宴（돌잔치 ）是韩国传统的一岁生日庆祝活动。很久以前，医学无法治愈许多疾病，孩子营养不良的现象是很普遍的，很多婴儿很少能活到一岁。因此，周岁宴成为祝福孩子未来前程似锦并且庆贺孩子健康生活的里程碑。许多传统习俗仍然包含在现代生活中。这是韩国人最重要的生日之一。 周岁宴仪式的亮点是通过向孩子提供各种物品并观察他/她拿起哪一个来预测孩子的未来；毛笔象征书生，一捆线象征长寿，金钱象征财富。而大米意味着孩子永远不会挨饿。对于一个男孩子来说，选择一把弓箭，就意味着他将成为一名武将。对于一个女孩来说，选择剪刀或针线预示着她长大后会成为一名出色的手工艺人。 

### 还甲
在韩国，还甲（韩文：환갑）是指庆祝一个人 60 岁生日的传统方式。数字“六十”象征着一个人生命中一个大循环的结束和另一个大循环的开始，被公认为农历的传统天干地支循环。 过去，人类的平均预期寿命大大低于六十岁，因此，它代表着人们庆祝长寿并且祈祷着更长寿、更繁荣的生活愿望。 庆祝仪式通常是由到了六十的老人的孩子举办的，；另外许多亲戚也会帮忙准备丰盛的食物。 随着现代医疗的发展,这种情况比以前更加普遍。 现在，许多韩国人不再举行盛大的派对来庆祝他们的60岁生日，而是与家人一起去旅行。 但当一个人到70岁和80岁时，还会举行聚会，这被称为"高喜"(고희)和"八顺"(Palsun)。